# Tatàrskoie
Tatàrskoie (en rus: Татарское) és un poble de l'óblast de Tula, a Rússia, segons el cens del 2010 tenia 24 habitants.